# Kaiyō Maru
El Kaiyō Maru (開陽丸?) fue uno de los primeros buques de guerra de Japón. Era un buque de madera a vela de tres mástiles con una máquina de vapor auxiliar a carbón y estaba equipado con veintiséis cañones Krupp. 

## Construcción

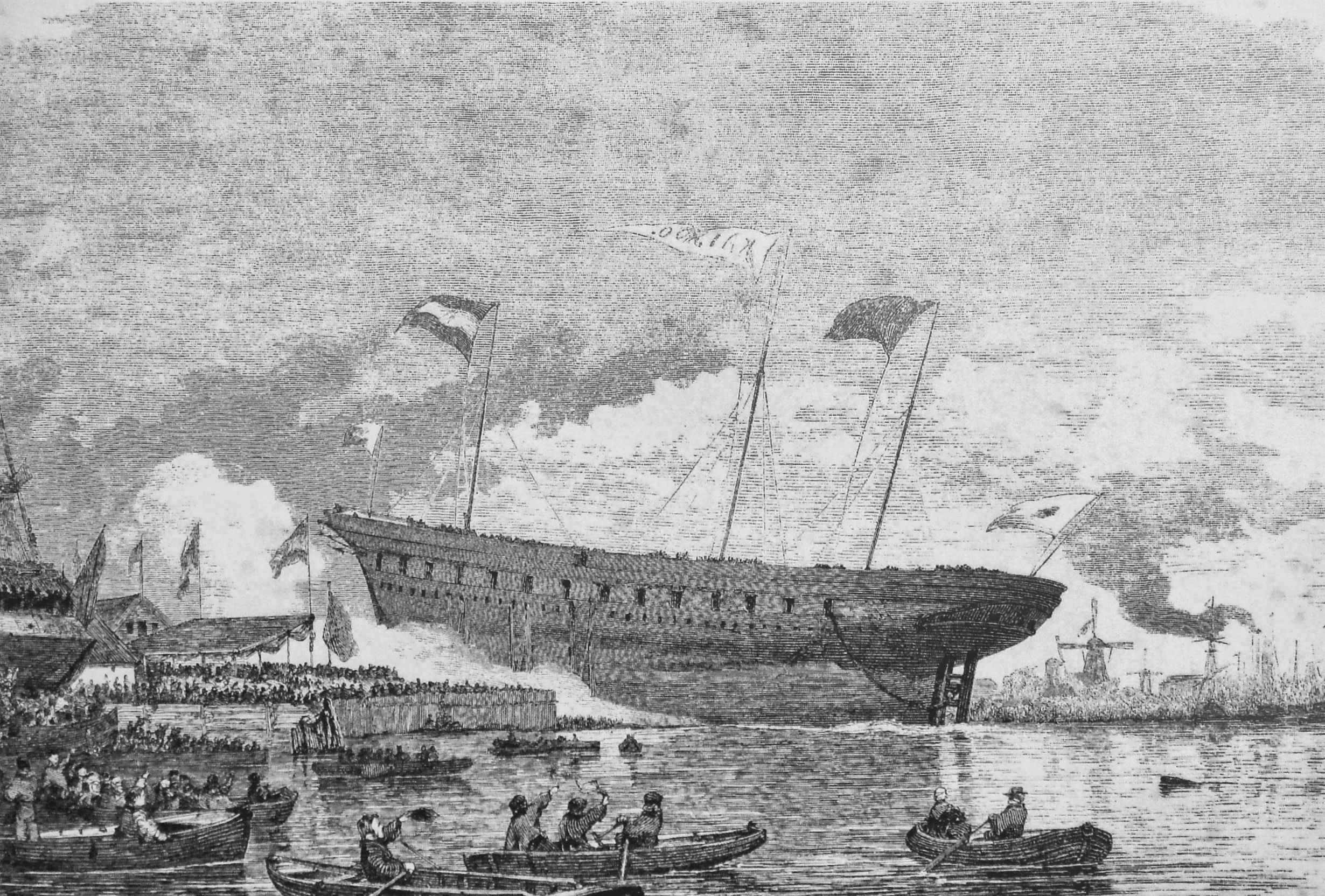
Botadura del Kaiyō Maru en Dordrecht, 1865

El Kaiyō Maru fue encargado en Holanda en 1863 por el gobierno del shogunato Tokugawa, actuando como intermediaria la compañía Nederlandsche Handel-Maatschappij. El barco fue construido en el astillero de Cornelis Gips en Zoon de Dordrecht, Holanda, por 831 200 florines. Su construcción fue supervisada por una misión militar japonesa dirigida por Uchida Masao y Akamatsu Noriyoshi. Cuando fue botado era el buque de guerra de madera más grande jamás construido por un astillero holandés.  Su nombre procede del apodo que se le puso en Holanda: Voorlichter (amanecer).

## Transporte
Durante su viaje inaugural a Japón navegó al mando del capitán J. A. E. Dinaux, un oficial naval holandés comisionado para la misión. Llegó a Japón el 26 de marzo de 1867. A bordo viajaba Enomoto Takeaki, un cadete de la armada japonesa que había sido enviado a estudiar ciencia naval en Holanda durante cinco años, junto con otros quince estudiantes. Enomoto Takeaki se convertiría en el vicealmirante (副総裁) de la flota del Bakufu a su regreso a Japón, y el Kaiyō Maru sería su buque insignia.

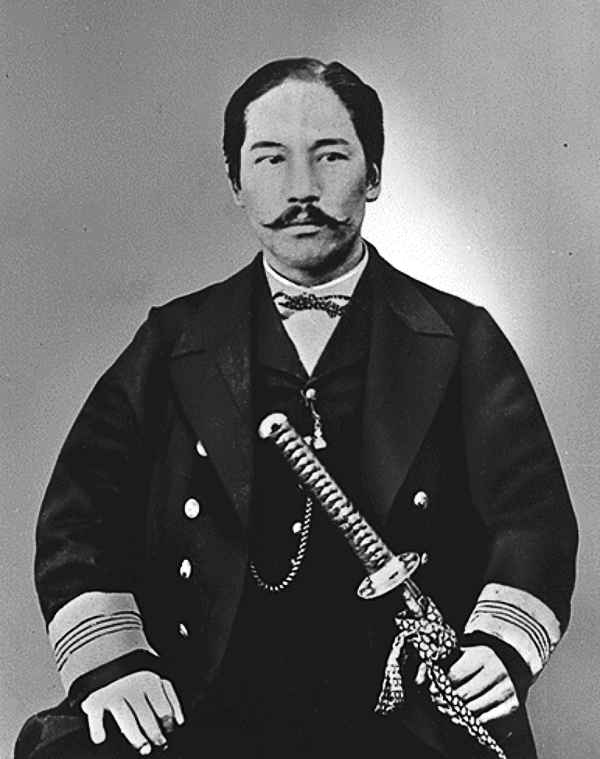
Enomoto Takeaki

## Servicio
A finales de 1867 comenzó la guerra Boshin, durante la cual se enfrentaron las fuerzas pro-imperiales y las del Bakufu entre 1867 y 1869. Tras la rendición de Edo, la capital del Bakufu, algunos grupos continuaron resistiendo, entre ellos Enomoto Takeaki, que se negó a rendir toda la flota y decidió continuar la lucha en el norte de Japón. Zarpó de Shinagawa hacia el norte con el Kaiyō Maru y otros siete buques modernos. A bordo viajaban también un puñado de consejeros militares franceses con su jefe, Jules Brunet. Los rebeldes recalaron en Hokkaidō, donde establecieron una efímera república independiente: la república de Ezo.

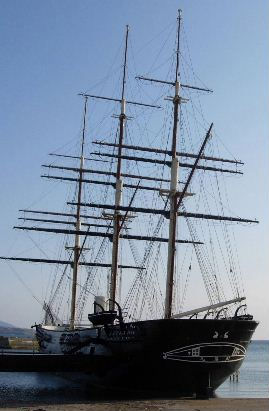
Réplica del Kaiyō Maru en Esashi.

El Kaiyō Maru se convirtió en el buque insignia de la flota en Hokkaidō. En él se habían puesto muchas esperanzas de conseguir la superioridad naval contra la naciente y más débil armada imperial, pero durante una tormenta chocó contra una roca y se hundió el 15 de noviembre de 1868 en Esashi, Hokkaidō

## Salvamento

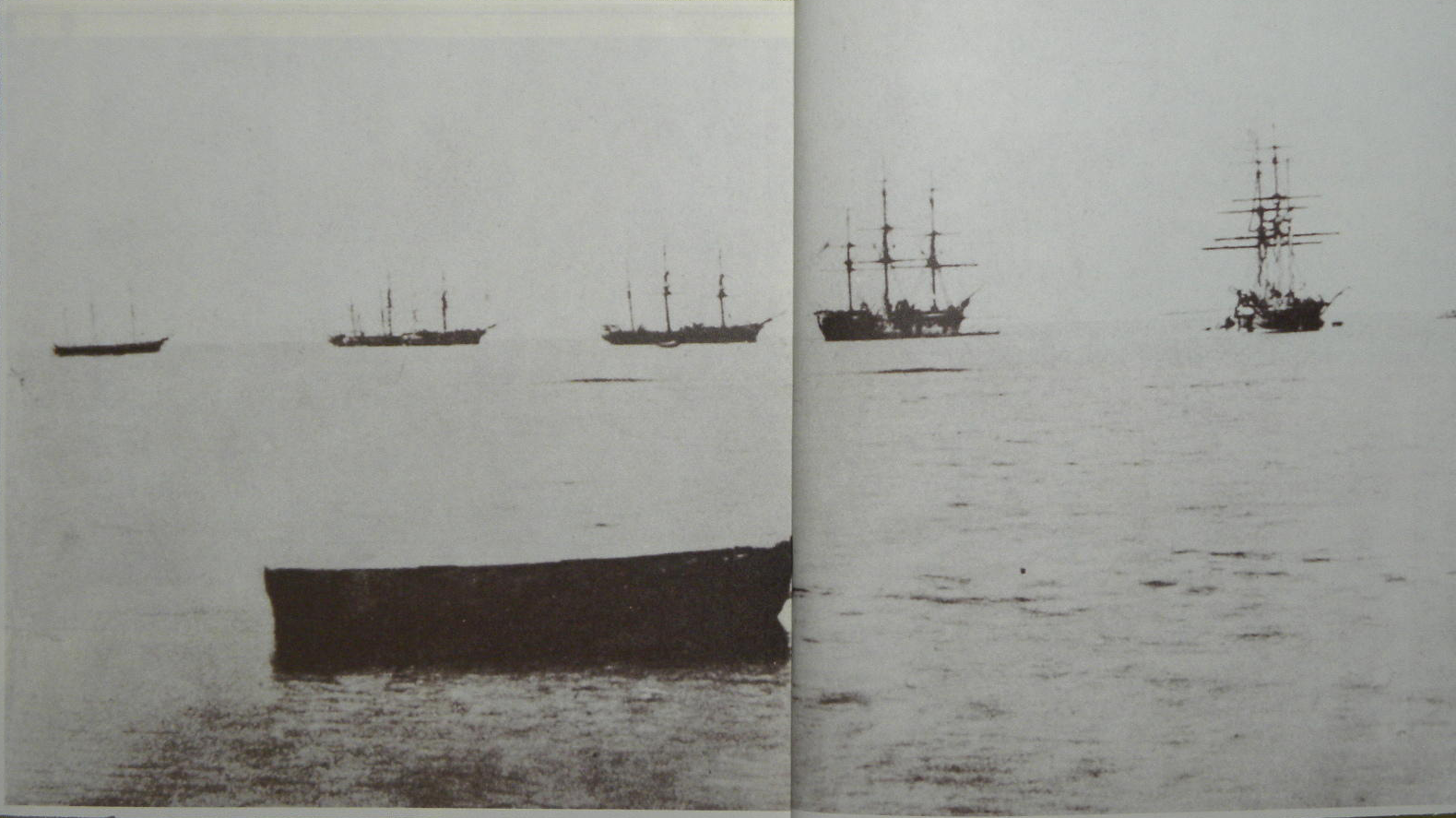
Parte de la flota de Enomoto Takeaki en Shinagawa en 1868. El Kaiyō Maru es el segundo desde la derecha.

Poco después de la batalla naval de Hakodate se realizaron algunos intentos de rescatar material del pecio, pero los primeros intentos serios se iniciaron en 1873, cuando se recuperaron un cañón, proyectiles y un ancla. Sin embargo, la falta de material especializado de recuperación e inmersión hicieron que el proyecto fuera abandonado. Los cañones y la arboladura del Kaiyō Maru fueron descubiertos en el lecho marino el 14 de agosto de 1968 por el submarino Yomiurigo. Más restos fueron descubiertos, pero el coste de proyecto impidió su recuperación en ese momento, aunque varios objetos fueron recuperados en 1969. En 1974 se realizaron inmersiones que confirmaron la necesidad de realizar una excavación de los restos, la cual comenzó en junio de 1975, a una profundidad de 15 metros, y durante la que se recuperaron 32 905 restos, incluyendo cañones, proyectiles, pólvora, lona, sables, espadas japonesas, etc.
El proceso de recuperación duró siete años, y su coste superó los 3 millones de yenes (de 1985).
Mientras se procedía a la recuperación de restos arqueológicos, se inició un proyecto de construir una réplica basada en los planos originales holandeses. Dicha réplica se construyó el año 1990, y puede verse en los muelles de Esashi. El buque se ha convertido en una atracción turística en la que se muestran los restos recuperados del buque original.